# Малік Сарвар
Малік Сарвар (*д/н — 1399) — 1-й володар Джаунпуру в 1394—1399 роках.

## Життєпис
Народився в Абіссинії або султанату Кілва. Був проданий рабом до Делійського султанату, де зроблений був євнухом у господаря Маліка Вазиря. Невдовзі опинившись в якості водоноса при дворі Фіроз Шаха. Почав з низчих посад, дослужившись до шана-і-шаха (цивільіний намісник) Делі та наїб везира (заступник візира). 
1388 року після смерті султана втрутився у боротьбу за владу, сприявши 1389 року поваленю султана Абу Бакр-шаха і сходженню на трон Мухаммад-шаха III. Останній призначив везирем султанату, надавши почесний титул ходжа-і-джахан. З цього часу він відомий під цим ім'ям. Зберіг посади при наступних султанах.
У травні 1394 року султан відправив Маліка Сарвара придушити повстання індуїстських заміндарів в Джаунпурі. За швидку перемогу отримав титул султан аш-шаркі (володар Сходу) та володіння між Біхаром і Каннауджем. За цим зайняв Джаунпур, який зробив своєю резиденцію. Невдовзі переміг індуїстських раджів у доабі (міжріччі) Гангу і Джамни. Після цього взяв також титул атабак-і-азам. Фактично став незалежним в умовах занепаду Делійського султанату. Його династія стала називатися Шаркі.
В подальшому він приборкав повстання князівств Етаваха, Койла і Канауджа, приєднавши регіони Кара, Ауд, Санділа, Далмау, Бахраїч і Тірхут, а також князівства Джаджнагара та Лахнауті. Проте раджпутський клан Уджайнія з Бходжпуру (Біхар) чинили спротив у лісах до самого смерті Маліка Сарвара.
18 грудня 1398 року чагатайський амір Тимур захопив Делі, а султан Махмуд-шах Туґлак втік до Гуджарату. З цього часу зовсім перестав рахуватися з останнім. Помер Малік Сарвар 1399 року. Йому спадкував названий син Малік Каранфул під ім'ям Мубарак-шах.